# قضاء النعمانية
قضاء النعمانية وهو أحد أقضية محافظة واسط في العراق مركزه مدينة النعمانية يقع القضاء شمال مدينة الكوت بنحو 45 كيلو متر، ويحدهُ من الشمال الغربي نهر المالح الذي يشكل حدا فاصلا بينه وبين ناحية الشوملي في محافظة بابل، وتبلغ مساحته حوالي 946 كم2 ويقع في هذا القضاء قبر الشاعر أبو الطيب المتنبي. وتتبع لهذا القضاء ناحية واحدة هي ناحية الأحرار ويقع في هذه الناحية حقل الأحدب النفطي. ويشتهر قضاء النعمانية بالزراعة والصناعة حيث يضم معملا لصناعة معجون الطماطم وكذلك معملا للغاز الطبيعي.